# The Western Rover
The Western Rover è un film muto del 1927 diretto da Albert S. Rogell.
Fu l'ultimo film interpretato da Charles Avery, che era stato trovato morto nel luglio 1926 nella sua casa di Los Angeles.

## Trama
Non andando d'accordo con il padre Alexander Seaton, Art se ne va via di casa, trovando lavoro in un circo. Dopo il fallimento del circo, Art è costretto a tornare nel West. Usando il nome di Art Hayes, viene assunto dal caposquadra di un ranch che si trova nelle vicinanze di quello del padre. Scopre così che il caposquadra ruba il bestiame del vecchio Seaton: una notte, Art raduna la mandria che manda poi a Chicago, salvando il padre dalla rovina.

## Produzione
Prodotto dall'Universal Pictures, (con il nome Blue Streak Western)

## Distribuzione
Il copyright del film, richiesto dalla Universal Pictures Corp., fu registrato il 3 maggio 1927 con il numero LP23925.
Il film uscì nelle sale cinematografiche statunitensi il 5 giugno 1927, distribuito dall'Universal Pictures.